# توکا-سنگ‌چشم باور
توکا-سنگ‌چشم باور (نام علمی: Colluricincla boweri) نام یک گونه از سرده توکا-سنگ‌چشم است.